# アサハン県

アサハン県(アサハンけん、Kabupaten Asahan)は北スマトラ州の県。 県都はキサラン(Kisaran)、2000年のセンサスによると、県の面積は4,581 km²で人口935,233 人。トバ湖の東側に位置し、東部はマラッカ海峡と接し、輸出港を持つ。アサハン・プロジェクトで作られたタンガ(Tangga)ダム・シグラグラ(Sigura-gura)ダムで発電された電力を使ってアルミニウム精錬が行われている。 また、輸出用油やしプランテーションも盛ん。

## 行政区分
20郡(Kecamatan)
- Medang Deras
- Sei Suka
- Air Putih
- Lima Puluh
- Talawi
- Tanjung Tiram
- Sei Balai

- Meranti
- Kota Kisaran Barat
- Kota Kisaran Timur
- Air Joman
- Tanjung Balai
- Sei Kepayang
- Aek Kuasan

- Pulau Rakyat
- Simpang Empat
- Air Batu
- Buntu Pane
- Bandar Pasir Mandoge
- Bandar Pulau

## アサハン・プロジェクト
北スマトラ州トバ湖からマラッカ海峡に流れるアサハン川に水力発電ダムを建設し、その電力を用いて下流のスイ・スカ郡(Sei Suka)、クアラ･タンジュン（Kuala Tanjung）でアルミニウム精錬、鋳造を行う計画。日本とインドネシア政府の協同プロジェクトとして1975年に調査を開始し、1982年から日インドネシア合弁企業P.T.インドネシアアサハンアルミニウム（INALUM）によって、アルミニウムの生産が始まった。同国の発展に寄与した巨大プロジェクトであり高い評価がある。一方で地域自然・社会環境、住民への利益還元が少なかったなどの批判もある。現在、「アサハン第三水力発電所建設計画」がすすんでいる。